# Herbarium Britannicum
Herbarium Britannicum (abreviado Herb. Brit. (Hill)) es un libro con ilustraciones y descripciones botánicas que fue escrito por el escritor, dramaturgo, novelista, botánico, micólogo, pteridólogo y algólogo inglés John Hill (botánico) y publicado en dos volúmenes en Londres en los años 1769-1770, con el nombre de Herbarium Britannicum, exhibens plantas Britanniæ indigenas secundum methodum floralem novam digestas, cum historia, descriptione, characteribus specificis, viribus, et usis: tabulis æneis illustratum.